# Lilly Singh
Lilly Singh (sinh ngày 26 tháng 9 năm 1988) là một nhân vật YouTube người Canada gốc Ấn Độ được biết tới qua biệt danh IISuperwomanII. Kể từ khi bắt đầu kênh YouTube vào tháng 10 năm 2010, các video của cô đã đạt được hơn 2 tỷ lượt xem, và kênh của cô đã thu hút được hơn 13,9 triệu lượt đăng ký. Vào năm 2017, cô được xếp hạng thứ mười trong danh sách các ngôi sao YouTube có thu nhập cao nhất thế giới của Forbes, với tổng thu nhập được cho là vào khoảng 10,5 triệu đôla Mỹ vào năm 2017. Singh đã xuất hiện trên YouTube Rewind trong suốt các năm từ 2014. Cô đứng đầu trong Danh sách top những người có tầm ảnh hưởng trong ngành giải trí năm 2017 của Forbes.
Lilly Singh đã nhận được một giải MTV Fandom Award, bốn giải Streamy, hai giải Teen Choice Awards và một giải People's Choice Award trong sự nghiệp của mình. Vào năm 2016, Singh cùng với Smashbox ra mắt sản phẩm son môi đỏ của mình có tên là "BAWSE", và cũng cho ra mắt bộ phim đầu tiên của cô có tựa đề A Trip to Unicorn Island. Cô đã đạt được 13 triệu lượt đăng ký trên YouTube vào tháng 1 năm 2018, và kênh của cô hiện nằm trong top 100 kênh được đăng ký nhiều nhất trên YouTube. Tính tới tháng 7 năm 2018, cô đã có hơn 7,7 triệu lượt theo dõi trên Instagram. Vào tháng 3 năm 2017, cô cho phát hành cuốn sách đầu tiên của mình, How to be a Bawse: A Guide to Conquering Life.

## Thời thơ ấu
Lilly Singh sinh ra và lớn lên tại Scarborough, Ontario. Cha mẹ của cô, Malwinder và Sukhwinder Singh, là người đến từ Punjab, Ấn Độ, và cô lớn lên theo đạo Sikh. Cô có một người chị gái tên là Tina. Khi còn nhỏ, Singh đã nói rằng cô là một cô gái tomboy. Cô học tiểu học tại Trường Công lập Mary Shadd và vào năm 2006, cô tốt nghiệp Trường Trung học Lester B. Pearson. Năm 2010, cô tốt nghiệp trường Đại học York với bằng cử nhân chuyên ngành Tâm lý học. Singh đã xây dựng nên một mối liên kết mạnh với nền di sản Punjabi của cô trong những chuyến đi tới Ấn Độ. Cô phải chịu chứng trầm cảm, và bắt đầu làm các video trên YouTube như một cách để giải khuây. Khi đã lớn, cô sống với bố mẹ ở Markham, Ontario, và vào tháng 12 năm 2015, cô chuyển tới sống tại Los Angeles để tiếp tục theo đuổi sự nghiệp.

## Sự nghiệp

### YouTube
Vào tháng 10 năm 2010, Singh bắt đầu kênh YouTube với biệt danh "IISuperwomanII". Cô đã giải thích cái tên Superwoman (Nữ siêu nhân) được lấy cảm hứng từ ý tưởng hồi nhỏ rằng cô có một chữ "S" vô hình trên ngực, khiến cô tin rằng mình có thể làm mọi thứ. Văn hóa Punjabi thường được cô đưa vào các video của mình, đồng thời cũng có những tình huống mỉa mai về đời sống thường nhật và những lời than phiền được mọi người yêu thích. Video phổ biến nhất của cô là How Girls Get Ready và series được biết tới nhiều nhất của cô có sự xuất hiện của hai nhân vật Paramjeet và Manjeet, là nhân vật bố mẹ hư cấu của cô và đều do chính cô thể hiện, phản ứng trước các video thịnh hành và gây tranh cãi. Cô cũng thưởng hợp tác với những người nổi tiếng trong video của mình, trong đó có Dwayne Johnson, Selena Gomez, Seth Rogen, James Franco, Noah Schnapp, Priyanka Chopra, Shay Mitchell, Amber Rose, Steve Aoki
và Caleb McLaughlin.
Tính tới tháng 12 năm 2017, cô đã có hơn 12,7 triệu lượt đăng ký và hơn 2,3 tỷ lượt xem video trên kênh YouTube chính của mình (IISuperwomanII).

#### Kênh vlog
Vào tháng 12 năm 2011, Singh tại một kênh thứ hai có tên là SuperwomanVlogs, tại đây cô ghi lại những hoạt động thường ngày của mình và cả những hình ảnh hậu trường từ các video của cô. Cô từng dùng nó làm kênh phụ để tải lên các video cho tới tháng 8 năm 2014, khi cô bắt đầu tải lên các vlog hằng ngày cho tới nay. Tính đến  tháng 6 năm 2017, "SuperwomanVlogs" đã có hơn 2,2 triệu lượt đăng ký và hơn 30 triệu lượt xem.

### Âm nhạc
Vào tháng 8 năm 2013, Singh hợp tác cùng với Jassi Sidhu trong bài hát tiếng Punjab của anh là Hipshaker. Singh đóng vai trò là một rapper trong bài hát Mauj Ki Malharein, được sử dụng trong bộ phim Bollywood Gulaab Gang vào tháng 8 năm 2014. Vào tháng 7 cùng năm đó, cô phát hành bài hát có tựa đề là #LEH, hợp tác cùng với người bạn là tác giả và rapper Kanwer Singh, được biết tới qua biệt danh "Humble the Poet". Cô đã thu âm và cho phát hành một video âm nhạc khác vào tháng 2 năm 2015 có tên là The Clean Up Anthem cùng hợp tác với nghệ sĩ người Canada Sickick. Vào tháng 4 năm 2015, Singh hợp tác cùng Humble the Poet phát hành một bài hát viết về quê nhà Toronto của cô có tên là #IVIVI (cách viết số La Mã cho 416, là mã vùng của Toronto).
Vào ngày 8 tháng 8 năm 2016, Singh đăng tải một đoạn phim âm nhạc trên YouTube có tên là "Voices". Phim bao gồm năm bài hát thể hiện những "giọng nói trong tâm trí cô". Các bài hát được viết theo thể loại Pop/Hip Hop hiện đại. Nội dung của những bài hát là về lòng kiêu hãnh, nỗi sợ cô đơn, tình dục, sự ngốc nghếch và những cái nhìn tích cực lan tỏa hòa bình thế giới.. Cô cũng xuất hiện trong video âm nhạc của Maroon 5 cho bài hat "Girls Like You" vào tháng 5 năm 2018.

### Diễn xuất
Singh từng xuất hiện làm vũ công phụ họa trong bộ phim Speedy Singhs và Thank You vào năm 2011. Vào năm 2014, Singh xuất hiện với một vai diễn nhỏ trong bộ phim Dr. Cabbie. Vào năm 2016, cô lồng tiếng cho hai nhân vật kỳ lân Bubbles và Misty trong bộ phim hoạt hình Ice Age: Collision Course và đóng vai diễn khách mời trong phim Bad Moms. Cô cũng xuất hiện trong series Bizaardvark của kênh truyền hình Disney Channel. Cô cũng đã có một vài web series của riêng mình cùng với kênh I Love Makeup trên YouTube, trong đó có Giving Back Glam, The Tube's Hautest, và Lana Steele: Makeup Spy.
Singh nằm trong các diễn viên chính trong phiên bản chuyển thể thành phim của Fahrenheit 451 do HBO sản xuất sau khi quay một buổi thử vai bên ngoài một quán cà phê Internet ở Melbourne, Úc. Cô đang tới đây để quảng bá cho cuốn sách của mình thì người đại diện thúc giục cô tới buổi thử vai vào khoảng 2 giờ sáng một ngày tháng 5 năm 2017. Cô thủ vai nhân vật Raven, "một blogger lá cải làm việc với sở cứu hỏa để lan truyền những khẩu hiệu tuyên truyền của chính phủ bằng cách phát sóng các buổi vây bắt đốt sách của họ cho người hâm mộ." 

### Biểu diễn trực tiếp

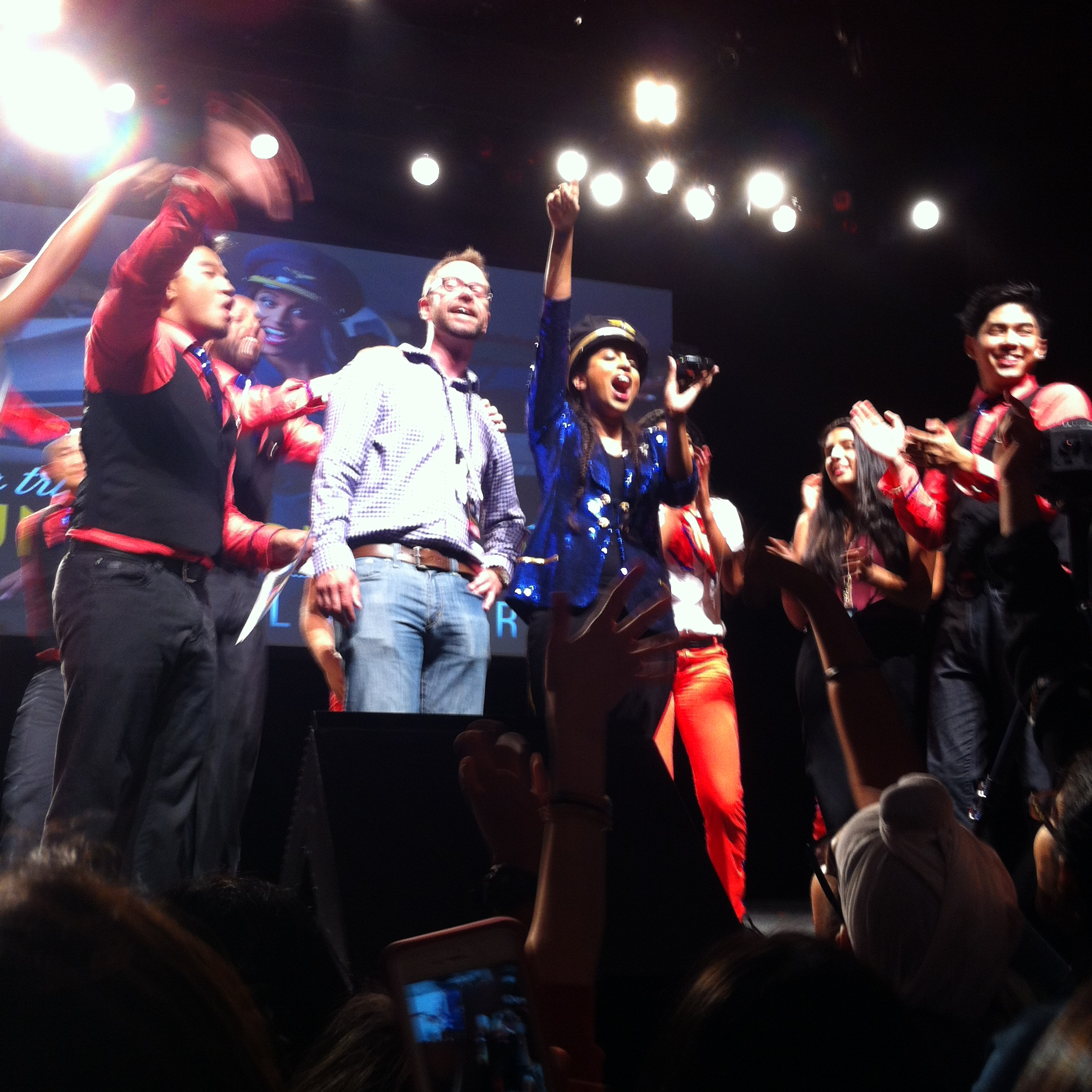
Lilly Singh (IISuperwomanII) biểu diễn tại Warfield ở San Francisco trong chuyến lưu diễn toàn cầu của cô, "A Trip to Unicorn Island".

Vào tháng 3 năm 2015, Singh bắt đầu một chuyến lưu diễn toàn cầu có tên là "A Trip to Unicorn Island", thể hiện các nội dung của cô trên YouTube trong đó bao gồm các màn biểu diễn hát, nhảy, trình diễn âm nhạc, hài kịch và hai nhân vật bố mẹ hư cấu của cô. Chuyến lưu diễn này đã tới Ấn Độ, Úc, Hồng Kông, Singapore, Dubai, Canada, Trinidad và Tobago, Vương quốc Anh và Hoa Kỳ. Cô đã ghi lại chuyến lưu diễn này trong bộ phim đầu tiên của mình, A Trip to Unicorn Island, đồng thời cũng thể hiện những gì mà thành công trên YouTube đã tác động lên cuộc sống của cô. Bộ phim được phát hành ngày 10 tháng 2 năm 2016 trên YouTube Red. Cô mô tả bộ phim là rất "đầy đủ và chân thực".
Cuốn sách đầu tiên của cô, How to Be a Bawse: A Guide to Conquering Life, được phát hành ngày 28 tháng 3 năm 2017.

### Hoạt động xã hội
Vào năm 2017, Lilly Singh được công bố trở thành Đại sứ thiện chí của UNICEF, đấu tranh cho quyền lợi của trẻ em. Cô đã phát động một chiến dịch có tên là "GirlLove", kêu gọi các bạn nữ chấm dứt ghét bỏ lẫn nhau. Để hưởng ứng chiến dịch, cô đã cùng với nhãn hiệu ME to WE sản xuất một sản phẩm vòng đeo "GirlLove", và đã giúp khoảng hàng ngàn bạn gái được đến trường.

### Vinh danh
Vào năm 2014, kênh của cô đứng ở vị trí thứ 39 trên danh sách Top 100 kênh của New Media Rockstars. Cũng vào năm đó, cô được đề cử một giải Shorty và một giải Streamy. Vào tháng 9 năm 2015, tạp chí People đưa Singh vào danh sách "Những ngôi sao đáng theo dõi" thường niên của họ. Lilly đã nhận được giải MTV Fandom Award đầu tiên của cô, được đề cử hai giải Teen Choice Awards, và thằng giải Streamy đầu tiên của mình cùng năm đó. Vào tháng 10 năm 2016, cô được xếp thứ 8 trong danh sách Các ngôi sao YouTube có thu nhập hàng đầu thế giới năm 2015 của Forbes. Cô cũng được xuất hiện trên tạp chí Fast Company Magazine trong danh sách 100 người sáng tạo nhất trong kinh doanh. Tạp chí Variety vinh danh cô là một trong số "10 nghệ sĩ hài đáng xem" của họ trong năm 2016, và cô cũng được vinh danh tại Lễ hội Phim Just For Laughs ở Montreal. Vào tháng 7 năm 2016, cô đã thắng hai giải Teen Choice Awards sau khi nhận được ba đề cử. Vào tháng 1 năm 2017, cô đã đoạt giải People's Choice Award dành cho Ngôi sao YouTube được yêu thích. Vào tháng 9 năm 2017, Singh thắng giải Streamy thứ tư của mình. Vào tháng 11 năm 2017, Lilly Singh cũng được chọn làm đại sứ thương hiệu cho nhãn hàng dầu gội đầu Pantene và cũng đã hợp tác với Calvin Klein.

## Danh sách phim
| Năm  | Phim / Chương trình       | Vai             | Ghi chú                                                             |
| ---- | ------------------------- | --------------- | ------------------------------------------------------------------- |
| 2014 | Gulaab Gang               | Chính cô        | Ca sĩ hát nhạc phát trong phim và trong bài hát "Mauj Ki Malharein" |
| 2014 | Dr. Cabbie                | Chính cô        | Lấy cảm hứng từ nhân vật đời thực                                   |
| 2016 | A Trip to Unicorn Island  | Chính cô        | Phim tài liệu                                                       |
| 2016 | Ice Age: Collision Course | Bubbles/Misty   | Vai lồng tiếng                                                      |
| 2016 | Bad Moms                  | Cathy           | Khách mời                                                           |
| 2016 | Life in Pieces            | Amanda          | Tập phim: "Window Vanity Dress Grace"                               |
| 2017 | Bizaardvark               | Chính cô        | Tập phim: "Paige's Birthday Is Gonna Be Great"                      |
| 2017 | F the Prom                | Miss Fallsburg  | Khách mời                                                           |
| 2018 | Fahrenheit 451            | Raven           | Phim truyền hình                                                    |
| 2022 | Những kẻ xấu xa           | Tiffany Fluffit | Lồng tiếng                                                          |

## Giải thưởng
| Năm  | Giải thưởng            | Hạng mục | Kết quả      | Tham khảo     |
| ---- | ---------------------- | --- | ------------ | ------------- |
| 2014 | Giải Shorty            | Nghệ sĩ hài YouTube | Đề cử        | [ 43 ]        |
| 2014 | Giải Streamy           | Bài hát tự sản xuất hay nhất (dành cho #LEH; cùng với Humble The Poet) | Đề cử        |               |
| 2015 | MTV Fandom Awards      | Siêu sao mạng xã hội của năm | Đoạt giải    | [ 44 ]        |
| 2015 | Teen Choice Awards     | Ngôi sao web được yêu thích: Hài kịch | Đề cử        | [ 45 ]        |
| 2015 | Teen Choice Awards     | YouTuber được yêu thích | Đề cử        | [ 45 ]        |
| 2015 | Giải Shorty            | Nghệ sĩ hài YouTube | Đề cử        | [ 46 ]        |
| 2015 | Giải Streamy           | Nội dung góc nhìn thứ nhất | Đoạt giải    | [ 47 ] [ 48 ] |
| 2016 | Teen Choice Awards     | Ngôi sao web được yêu thích: Hài kịch | Đoạt giải    | [ 49 ] [ 50 ] |
| 2016 | Teen Choice Awards     | Ngôi sao web nữ được yêu thích | Đoạt giải    | [ 49 ] [ 50 ] |
| 2016 | Teen Choice Awards     | YouTuber được yêu thích | Đề cử        | [ 51 ]        |
| 2016 | Giải Shorty            | YouTuber của năm | Đề cử        | [ 52 ]        |
| 2016 | Giải Streamy           | Phim (A Trip to Unicorn Island) | Đoạt giải    | [ 53 ] [ 54 ] |
| 2016 | Giải Streamy           | Nghệ sĩ giải trí của năm | Đề cử        | [ 53 ] [ 54 ] |
| 2016 | Giải Streamy           | Chiến dịch xã hội (Girl Love Challenge) | Đoạt giải    | [ 53 ] [ 54 ] |
| 2017 | People's Choice Awards | Ngôi sao YouTube được yêu thich | Đoạt giải    | [ 55 ]        |
| 2017 | Teen Choice Awards     | Ngôi sao web được yêu thích: Hài kịch | Đề cử        | [ 56 ]        |
| 2017 | Teen Choice Awards     | Nghệ sĩ hài được yêu thích | Đề cử        | [ 56 ]        |
| 2017 | Teen Choice Awards     | Ngôi sao web nữ được yêu thích | Đề cử        | [ 56 ]        |
| 2017 | Teen Choice Awards     | YouTuber được yêu thích | Đề cử        | [ 56 ]        |
| 2017 | Giải Streamy           | Nghệ sĩ giải trí của năm | Đề cử        | [ 57 ]        |
| 2017 | Giải Streamy           | Nội dung góc nhìn thứ nhất | Đoạt giải    | [ 57 ]        |
| 2017 | Giải Streamy           | Hợp tác (The YouTube Factory: Dwayne Johnson ft. Lilly Singh, Markiplier, Grace Helbig, Roman Atwood, Gigi Gorgeous, Alex Wassabi, LaurDIY, King Bach, Flula Borg và Brittney Smith) | Đề cử        | [ 57 ]        |
| 2017 | Giải Streamy           | Chiến dịch gây ảnh hưởng (cùng với Dude Perfect dành cho Power Rangers) | Đề cử        | [ 57 ]        |
| 2017 | Giải Streamy           | Purpose Awards Honoree, Creator | Đoạt giải    | [ 58 ]        |
| 2017 | Giải Shorty            | YouTuber của năm | Đề cử        | [ 59 ]        |
| 2018 | Teen Choice Awards     | Ngôi sao web được yêu thích: Hài kịch | Chưa công bố |               |
| 2018 | Teen Choice Awards     | YouTuber được yêu thích | Chưa công bố |               |
| 2018 | Teen Choice Awards     | Ngôi sao web nữ được yêu thích | Chưa công bố |               |
| 2018 | Teen Choice Awards     | YouTuber được yêu thích | Chưa công bố |               |